# Embajada de Venezuela en el Reino Unido
La embajada de Venezuela en Londres es la misión diplomática de Venezuela en el Reino Unido. Venezuela también tiene un edificio en Grafton Way, Fitzrovia que alberga las Secciones Consular y Cultural Casa de Miranda, lugar donde Francisco de Miranda vivió en Londres, así como la Oficina de la Agregaduria Militar, Naval y Aérea.

## Galería

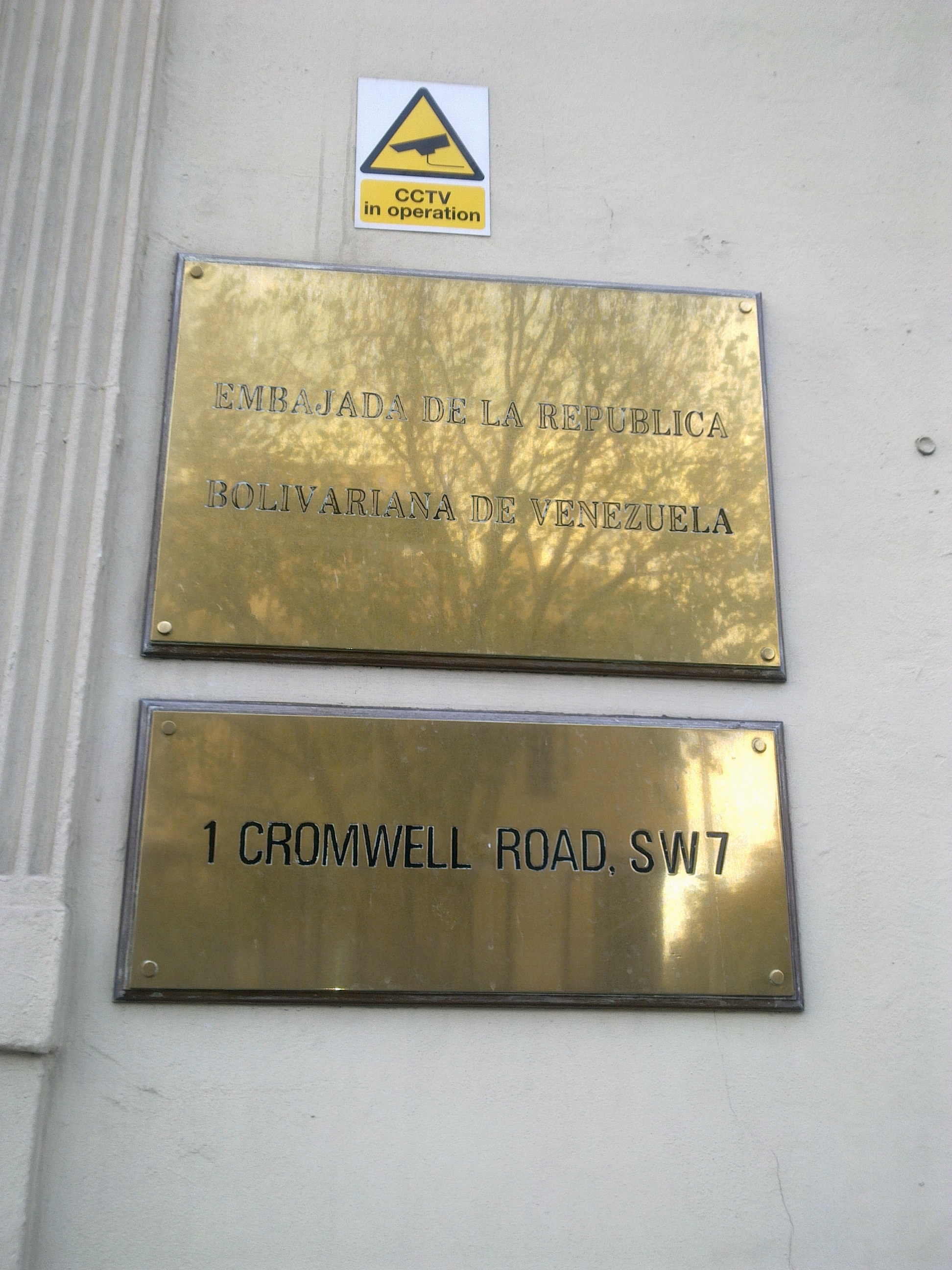
Placa a las afuera de la embajada
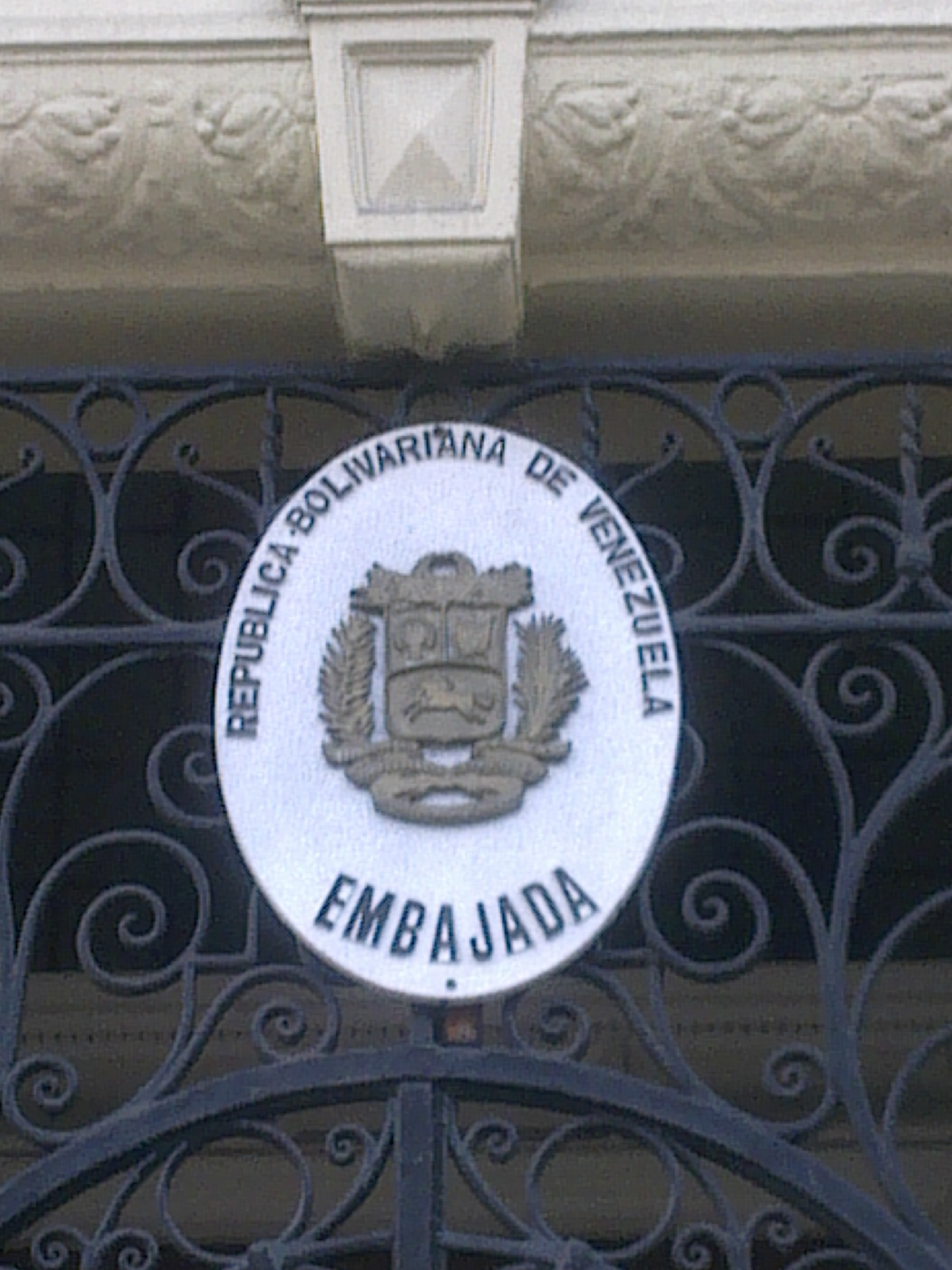
Placa a las afuera de la embajada que representa el Escudo de Venezuela
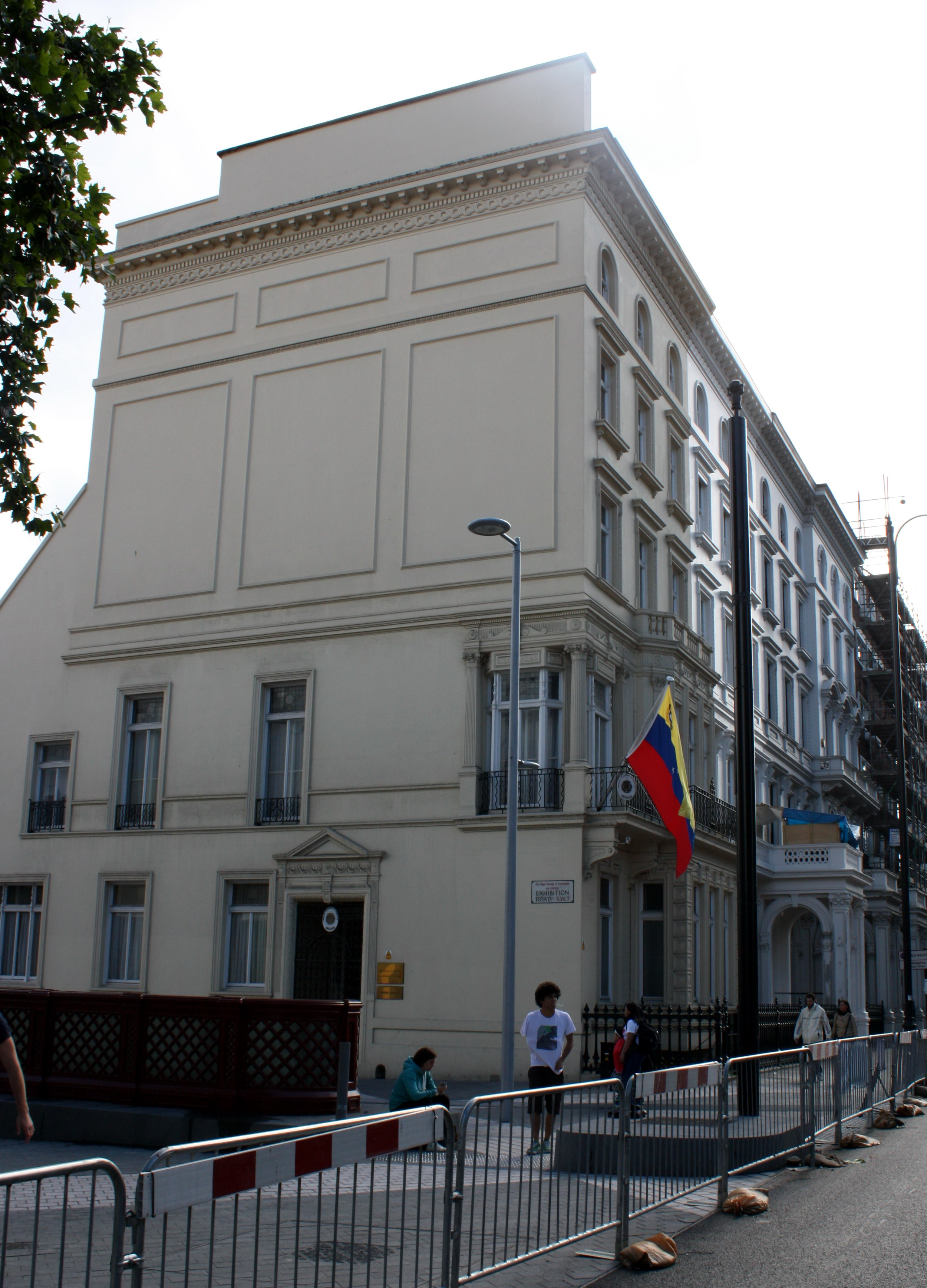
La embajada en 2011
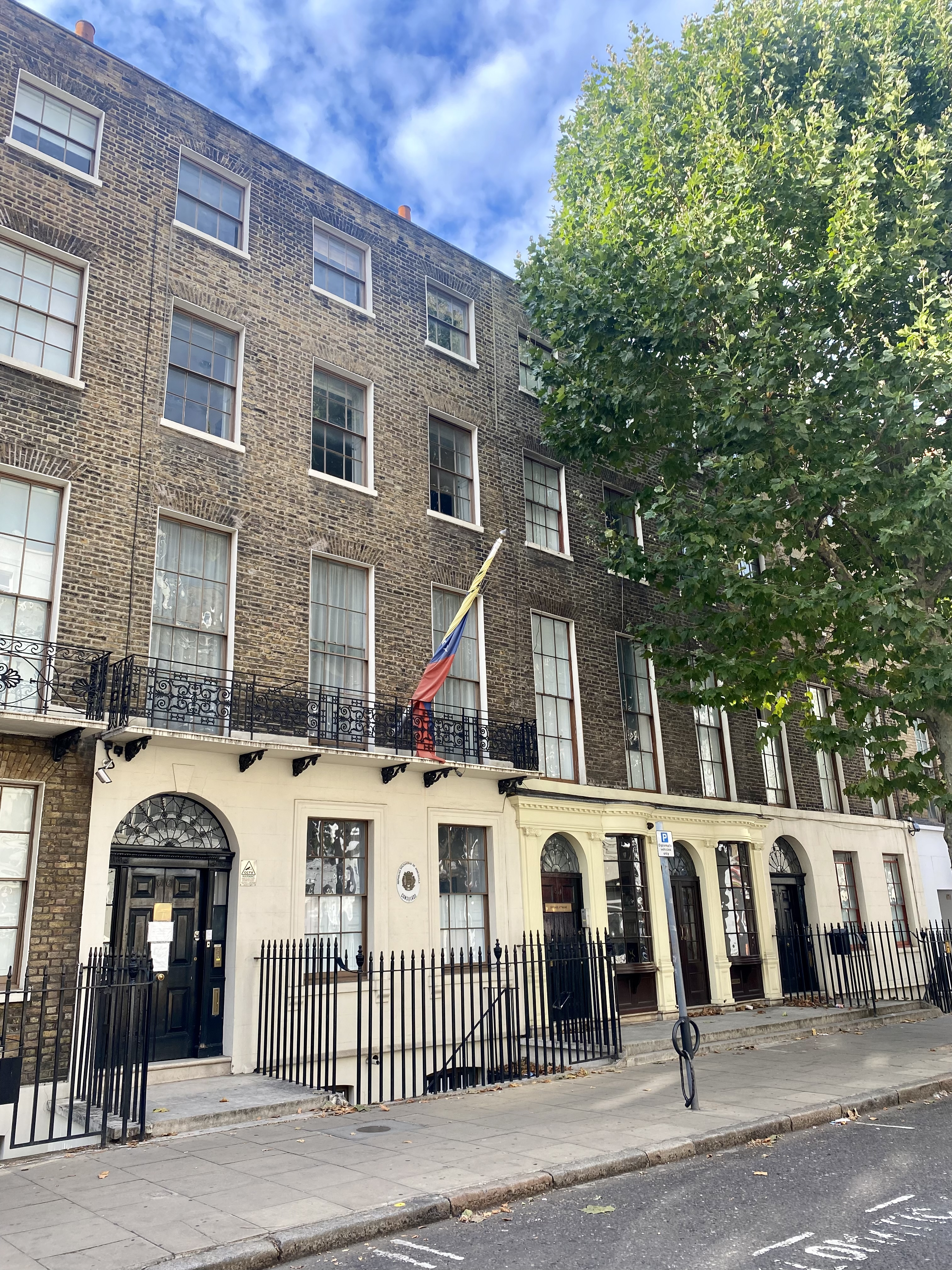
El consulado-general (56 Grafton Way)